# Sinocyclocheilus anatirostris
Sinocyclocheilus anatirostris é uma espécie de peixe actinopterígeo da família Cyprinidae.
Apenas pode ser encontrada na China.